# SAGA
SAGA (FDF-Samvirkets Atletik- og Gymnastik Afdeling) er en dansk idrætsklub hjemmehørende på Frederiksberg i København. 
Klubben blev stiftet i 27. oktober 1943 af 12 kammerater fra FDF-samvirket, der mødtes til motionsgymnastik på Duevej Skole. De havde på dette tidspunkt ikke tækten at klubben skulle udvikle sig hen mod en forening med såvel motions- som konkurrence idræt.
FDF-Samvirket har stadig et medlem i klubbens Repræsentantskab.
Klubben startede med motionsgymnastik senere kom atletik og håndbold til som nye afdelinger. håndboldafdelingen fusionerede i 1988 med Frederiksberg Idræts-Forening. Klubben har nu to afdelinger: Gymnastik og atletik.

## Klubbens DM-medaljer

### Atletik
- Bronze 1971 4 x 400 meter Mænd 3:24,1
- Sølv 1959 800 meter Lis Carlsen 2:19,6
- Sølv 1958 800 meter Lis Carlsen 2:25,4
- Bronze 1955 Spydkast Bente Nielsen 34,74

### Håndbold
- Sølv Mænd 1978-1979
- Bronze Mænd 1976-1977

## Kendte idrætfolk
- Morten Stig Christensen
- Henrik Jacobsgaard
- Keld Nielsen
- Thomas Pazyj
- Leif Mikkelsen